# ステパーン・プロチュク
ステパーン・ヴァシーリエヴィチ・プロチュク（ウクライナ語: Степа́н Васи́льович Процю́к、英語: Stepan Vasylovych Protsiuk、1964年8月13日 - ）は、ウクライナの詩人、小説家、随筆家。

## 経歴
ウクライナ・ソビエト社会主義共和国（現・ウクライナ）リヴィウ州Kutyで、学校の教員を務めていた両親のもとに生まれた。
Vasyl Stefanyk Precarpathian国立大学で学び、ウクライナ国立学士院で言語学の博士号を取得した。
1990年代初頭からイヴァーノ＝フランキーウシク州に在住し、執筆活動と共に大学でウクライナ文学の教鞭を取る。
国際ペンクラブウクライナ・センター会員。
結婚しており、2人の息子をもつ。